# (29076) 1972 TR8
1972 تي أر 8 (ويعرف أيضًا باسم (29076) 1972 تي أر 8 وفق تسمية الكوكب الصغير) (بالإنجليزية: 1972 TR8)‏ هو كويكب ضمن حزام الكويكبات؛ وترتيبه 29076 من حيث الاكتشاف.
اكتُشف هذا الجُرم الفلكي بواسطة لوبوش كوهوتك في 4 أكتوبر 1972.

## وصلات خارجية
- (29076) 1972 TR8 في قاعدة بيانات مختبر الدفع النفاث لأجرام النظام الشمسي الصغيرة

- الاكتشاف · مخطط المدار ·  العناصر المدارية · المعلمات المادية

- (29076) 1972 TR8 على موقع ويكي سكاي: DSS2, SDSS, GALEX, IRAS, Hydrogen α, X-Ray, Astrophoto, Sky Map, Articles and images